# The Spoilers (1942)
The Spoilers (br A Indomável) é um filme norte-americano de 1942, do gênero faroeste, dirigido por Ray Enright e estrelado por Marlene Dietrich, Randolph Scott e John Wayne.

## A produção
Esta é a quarta adaptação para o cinema do romance homônimo de Rex Beach, publicado em 1906. As versões anteriores datam de 1914, 1923 e 1930, esta com Gary Cooper. Em 1955, o livro foi filmado outra vez, com Anne Baxter, Jeff Chandler e Rory Calhoun à frente do elenco.
William Farnum, que estrelou a versão original, de 1914, e foi conselheiro técnico em 1923, envolve-se novamente com a história, desta vez em um papel secundário, porém importante.
O ponto alto do filme é a luta a socos no final, entre Randolph Scott e John Wayne, uma luta esta que dura quase dez minutos a ser filmada.
Os dois atores, novamente acompanhados por La Dietrich, estiveram juntos outra vez nesse mesmo ano em Pittsburgh, drama da Universal Pictures, que também produziu este The Spoilers.

## Sinopse
Cherry Malotte, cantora de saloon em Nome, no Alasca, financia as atividades mineradoras de Roy Glennister e seu amigo Al Dextry. Roy luta para manter sua mina, ambicionada pelo inescrupuloso comissário do ouro Alexander McNamara. Tanto um como o outro também disputam o coração de Cherry.

## Principais premiações
| Prêmio | Categoria              | Situação |
| ------ | ---------------------- | -------- |
| Oscar  | Melhor Direção de Arte | Indicado |

## Elenco

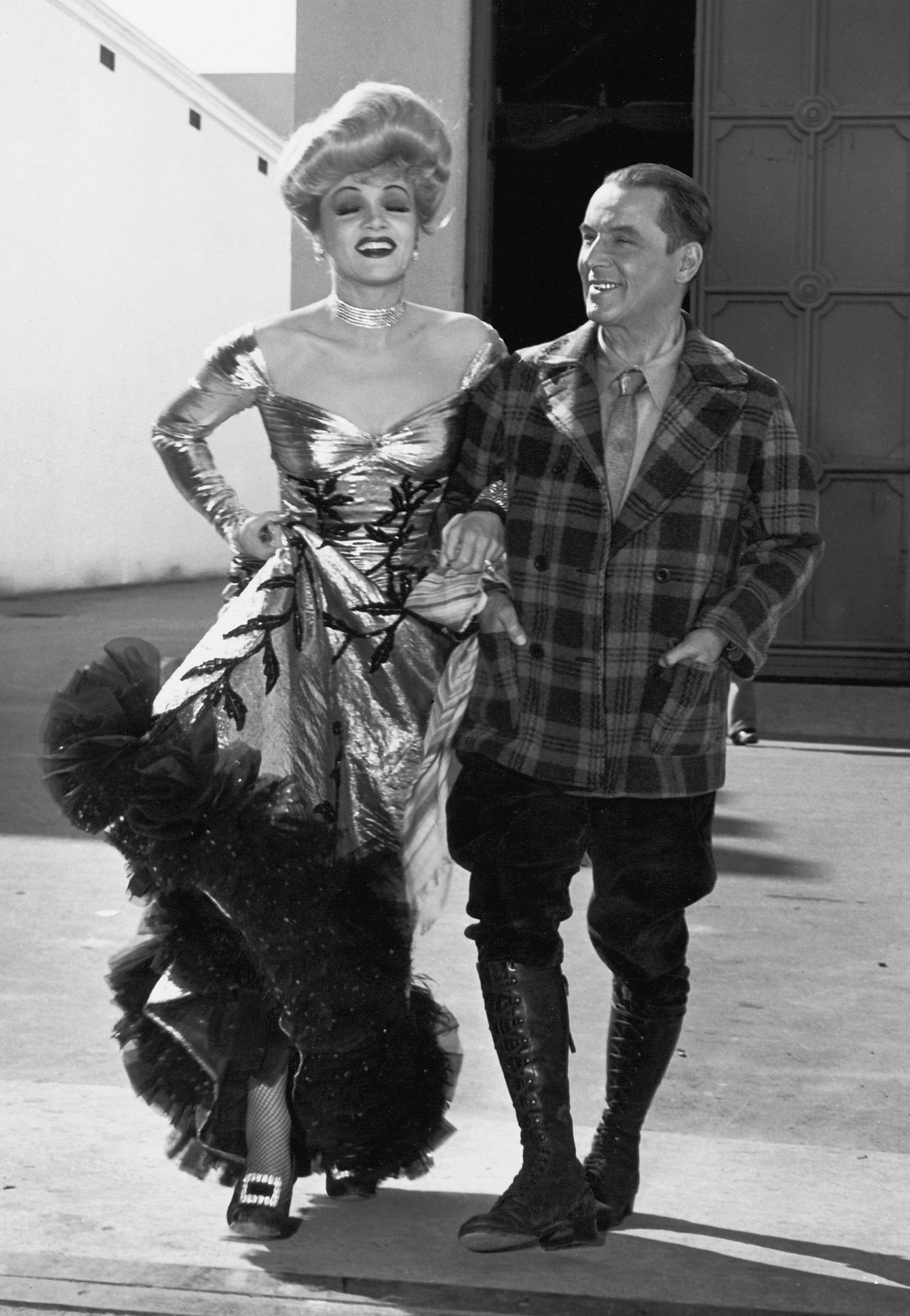
Robert Service e Marlene Dietrich durante as filmagens

| Ator/Atriz          | Personagem           |
| ------------------- | -------------------- |
| Marlene Dietrich    | Cherry Malotte       |
| Randolph Scott      | Alexander McNamara   |
| John Wayne          | Roy Glennister       |
| Margaret Lindsay    | Helen Chester        |
| Harry Carey         | Al Dextry            |
| Richard Barthelmess | Bronco Kid Farrow    |
| George Cleveland    | Banty                |
| Samuel S. Hinds     | Juiz Horace Stillman |
| Russell Simpson     | Flapjack Sims        |
| William Farnum      | Wheaton              |
| Marietta Canty      | Idabelle             |
| Jack Norton         | Skinner              |
| Ray Bennett         | Clark                |
| Forrest Taylor      | Bennett              |
| Art Miles           | Delegado de polícia  |

## Literatura
- «John Wayne». EBAL. Cinemin. 5 (3). 1984
- HIRSCHHORN, Clive, The Universal Story, Londres: Octopus Books, 1986 (em inglês)
- MALTIN, Leonard, Classic Movie Guide, segunda edição, Nova Iorque: Plume, 2010 (em inglês)